# Смешарики
«Смеша́рики» — российский анимационный сериал, рассказывающий о приключениях шарообразных антропозооморфных существ. Герои мультфильма попадают в различные ситуации, с которыми может столкнуться в жизни ребёнок. Сериал был создан Салаватом Шайхинуровым, Ильёй Поповым, Анатолием Прохоровым, Анной Мальгиновой и Игорем Шевчуком. «Смешарики» насчитывают семь сезонов, выходивших в эфир с 17 мая 2004 года. Первые четыре сезона транслировались до 2012 года, после чего показ сериала приостановился. Начиная с 2020 года, стали выходить новые эпизоды.
Со временем сериал получил статус культового, критики хвалили его за работу сценаристов, разнообразие жанров эпизодов (в том числе и их философскую сторону), наличие отсылок к другим произведениям и визуальный стиль, однако критиковали за художественный примитивизм и вторичность замысла, а также указывали на определённые технические ограничения. С возобновлением показа рецензенты отмечали, что новый сезон сохраняет тон сериала, который был до его приостановки, — он поднимает актуальные темы, не «заигрывая» с современными реалиями.
Сериал был номинирован на множество премий, в том числе «Золотой орёл» и «Икар». Его создатели были награждены Государственной премией Российской Федерации. На основе «Смешариков» было разработано множество компьютерных игр. В дополнение к сериалу были созданы полнометражные мультфильмы «Смешарики. Начало» (2011), «Смешарики. Легенда о золотом драконе» (2016), «Смешарики. Дежавю» (2018), а также киноальманах «Смешарики снимают кино» (2023) и ряд сериалов образовательной и культурно-просветительской направленности («Пин-код», «Новые приключения»).

## Вселенная сериала
Вымышленная вселенная мультсериала населена смешариками — шарообразными антропозооморфными существами, репрезентирующими наиболее распространённых представителей российской фауны (медведя, лося, барана, кролика, ежа). Приключения героев в основном разворачиваются в Ромашковой долине. Однако в некоторых эпизодах персонажи могут, например, жить на необитаемом острове, плавать в море, путешествовать по пустыне или взбираться на гору. Сюжет построен на различных ситуациях, с которыми может столкнуться ребёнок в повседневной жизни. Среди персонажей нет отрицательных героев, все живут по принципу «мира без насилия».
Персонажи делятся на две возрастные группы: дети и взрослые. В большинстве эпизодов смешарики-дети учатся и перенимают у старших важный социальный или культурный опыт (например, правила поведения или защиту окружающей среды). Однако в некоторых эпизодах, наоборот, взрослые учатся у детей.

## Персонажи

9 основных персонажей-смешариков (слева направо):
Копатыч, Совунья, Лосяш, Ёжик, Крош, Кар-Карыч (верхний ряд);
Нюша, Бараш, Пин (нижний ряд)

- Крош — жизнерадостный, общительный и озорной кролик. Неугомонный весельчак, переполненный идеями и желаниями[11]. Озвучивает Антон Виноградов[12].
- Ёжик — сосед и лучший друг Кроша, сомнительные авантюры которого не одобряет, но постоянно оказывается в них втянут. Хорошо воспитан, отзывчивый и впечатлительный[13]. Озвучивает Владимир Постников[12].
- Нюша — самовлюблённая, капризная и обидчивая свинка[14]. Старается казаться взрослой и неотразимой, «мечтает о сцене, славе, конфетах и миллионе поклонников». Кокетлива и любопытна[15]. Озвучивает Светлана Письмиченко[12].
- Бараш — лирический поэт-барашек, артистическая натура, меланхолик и романтик[7]. Привлекает всеобщее внимание к своей «несчастности и непонятности». Симпатизирует Нюше[15]. Озвучивает Вадим Бочанов[12].
- Совунья — пожилая сова, следующая здоровому образу жизни. Применяет на окружающих свои познания в области медицины. Любит дисциплину и чистоту. Запасливая, хозяйственная, снабжает всех советами на любой случай жизни[16]. Озвучивает Сергей Мардарь[12].
- Кар-Карыч — один из самых пожилых персонажей, ворон, у которого «бурное, никому не известное прошлое». Артист всех жанров одновременно. Любит эпатировать окружающих, хвастлив, демонстративен, сентиментален и харизматичен[14]. Озвучивает Сергей Мардарь[12].
- Пин — пингвин-изобретатель, работает в ангаре, заваленном инструментами и деталями, спит в холодильнике. Пин — единственный из персонажей «иностранец». Говорит с немецким акцентом[17]. Озвучивает Михаил Черняк[12].
- Копатыч — прямолинейный и трудолюбивый медведь[14]. К любому делу подходит основательно, а в критических ситуациях способен мыслить трезво и контролировать ситуацию. Бывший танцор диско и актёр, игравший супергероя Люсьена в сериале «Шоу Люсьена»[18]. Озвучивает Михаил Черняк[12].
- Лосяш — умный, несколько склонный к авантюрам лось[7]. Открытый, деятельный и эмоциональный[14]. Предпочитает естественно-научное направление знаний, постоянно что-то читает, ставит лабораторные опыты, предсказывает погоду и будущее[19]. Озвучивает Михаил Черняк[12].

## История создания

### Идея
В 2001 году компания Fun Game, занимавшаяся разработкой настольных игр, находилась в простое. Её глава Илья Попов искал идеи для проекта, который бы вывел компанию из упадка. Так, Попов заметил, что производители кондитерских изделий делают упаковки, в которых мало конфет и много пустого пространства, и решил создать настольную игру, в которой бы фишками выступали конфеты. Разработать такую игру он поручил команде во главе с Салаватом Шайхинуровым, ведущим художником Fun Game. Шайхинуров нарисовал эскиз первого персонажа — голубого кролика с длинными ушами, ставшего прообразом Кроша. Впоследствии Мария Колесникова проработала остальных персонажей, получивших название «Сластёны». Креативный директор Игорь Шевчук взялся за дизайн и механику игры-ходилки: в плоскую коробку были вложены игровое поле с маршрутом в виде ёлки и коррекс с 24 шоколадными персонажами. После каждого хода игрок съедал конфету-фишку. По завершении разработки начался поиск издателей. Первым, к кому обратился Попов, была Кондитерская фабрика имени Крупской, однако те не изъявили желание издать проект. Следующим был концерн «Бабаевский», который и выпустил «Сластён».
Салават Шайхинуров рассматривал возможность создания сериала на основе персонажей игры. С этим в конце 2001 года он обратился к Илье Попову, который дал добро. Анна Мальгинова (на тот момент супруга Салавата) продумала основную концепцию проекта — «мир без насилия» и место действия — Ромашковую долину. Шайхинуров изначально планировал, что сериал будет состоять из 20 эпизодов. Однако Попов настаивал на двухстах. Проект получил название «Идеальный мир». После проработки, как и в случае с игрой, начался поиск бизнес-партнёров. Сперва обратились к продюсеру Сергею Сельянову, однако тот отказался. Следующим, кому презентовали проект, был Константин Бронзит, но и он отказался, посоветовав обратиться к основателю анимационной студии «Пилот» Анатолию Прохорову. Название сериала было изменено на «Сластёны». Весной 2002 года в офисе студии «Пилот» состоялась встреча Попова и Шайхинурова с Прохоровым. Поначалу он скептически отнёсся к проекту, главным образом к его продолжительности (200 эпизодов). Доработав концепцию, Попов и Шайхинуров через два месяца вновь встретились с Прохоровым. Вызывали сомнение также идея «мира без насилия» и отсутствие персонажей-антагонистов, считавшихся, по мнению Прохорова, «обязательным условием крепкой драматургии». Спустя неделю он посетил офис Fun Game. Шайхинуров предложил ознакомиться со сценариями к первым эпизодам. Однако после прочтения Прохоров спросил: «А где же сценарии?» — объяснив, что это не более чем литературные эссе, и ушёл. Второпях Попов попросил Игоря Шевчука написать новый сценарий, учитывающий замечания Прохорова. Прохоров одобрил черновой вариант Шевчука, но посоветовал сменить название проекта. Начался мозговой штурм: было предложено множество названий, в том числе «Бумки», придуманное Мальгиновой и отсылавшее к звуку прыгающего мяча, форма которого напоминала персонажей будущего сериала. В это же время Шевчук писал сказку про шарообразных героев — смешариков. Попов, посчитав это «стопроцентным попаданием», утвердил название «Смешарики», которое понравилось и Прохорову. Следующие два месяца ушли на то, чтобы определиться с художественной идеологией проекта и стратегией его продвижения, характерами и дизайном персонажей.

### Разработка вселенной

16 (персонаж Бабочка отсутствует) сластён — прообразов смешариков (слева направо):
Онэ, Пчёл, Кар-Карыч, Гусений (верхний ряд);
Диджей Робкий, Буль-До, Бурёнка, Белчун, Бараш, Коха, Моха (средний ряд);
Мышонок, Совунья, Крош, Ёжик, Лосяш (нижний ряд)

К середине 2002 года была продумана концепция сериала, началась разработка вселенной. Творческая команда во главе с Анатолием Прохоровым, в которую входили Илья Попов, Салават Шайхинуров, Анна Мальгинова и Игорь Шевчук, проводила в Доме учёных в Санкт-Петербурге мозговые штурмы, на которых предлагались идеи по формированию лора. Были подробно описаны персонажи, система их отношений, а также философия сериала. Прохоров, ставший художественным руководителем проекта, распорядился составить таблицу, в которой по горизонтали располагались все персонажи, а по вертикали — их характеристики: «основная черта», «ярко выраженные способности», «характерные фразы и реплики», «манера говорить», «с кем из персонажей лучше всего сочетается», «как двигается».
Планировалось 17 героев (в отличие от первоначальных 20, сокращённых до старта работы над сериалом), дизайн которых сильно отличался от итоговых версий. Вскоре создателям стало ясно, что такое количество персонажей не подходит для сериала. «Прежде всего потому, что они начинают попадать друг в друга по изобразительным элементам, а также начинают перекликаться в плане характеристик», — объяснил ведущий режиссёр проекта Денис Чернов в интервью «Учительской газете». Начался процесс отсева: были удалены Пчёл, Бабочка и Онэ (насекомые беспорядочно двигались на фоне, а привидение противоречило законам вселенной), Белчун и Мышонок, которые не подходили под шарообразную форму, Моха и Коха, схожие друг с другом. Бурёнка и Диджей Робкий впоследствии стали прообразом Нюши, Гусений — Пина, а Буль-До — Копатыча. Одной из причин также было место обитания (выбирали из животных средней полосы России). «Там не должно быть кошек, собак и мышей. Потому что это самые популярные животные в мультипликации», — пояснил Анатолий Прохоров в интервью газете «Аргументы и факты». В итоге количество персонажей сократилось до девяти.

### Первые эпизоды
К осени 2002 года Игорь Шевчук закончил писать сценарий (необходимый для подачи заявки на финансирование) к эпизоду, получившему впоследствии название «Водные процедуры». Прохоров посоветовал подать заявку не от имени Fun Game, которую считал малоизвестной фирмой, а от авторитетной кинокомпании, владельцы которой рекомендовали Попову сократить количество запланированных эпизодов с 200 до 20, чтобы у проекта было больше шансов на финансирование. Заявка была подана и рассмотрена членами экспертной комиссии Госкино, но спустя некоторое время, в ноябре, отозвана кинокомпанией. Один из членов комиссии, основатель компании «Мастер-фильм» Александр Герасимов, заинтересовался проектом и после снятия заявки проявил желание вновь её выдвинуть под эгидой «Мастер-фильма». Госкино одобрило заявку, и сериал получил грант, покрывший порядка 60 % затрат на производство первых 20 эпизодов. Остальные средства вложил Попов.
Подготовка к производственному процессу стартовала в начале 2003 года. В марте было зарегистрировано ООО «Смешарики», учредителями которого стали Илья Попов, Анатолий Прохоров и Салават Шайхинуров. Следующим решением было создание собственной анимационной студии — «Петербург». Попов назначил её директором Надежду Кузнецову, менеджера отдела анимации российского филиала американской студии Animation Magic, бывшей до этого операционным директором Fun Game. Приступив к планированию проекта, Кузнецова решила отказаться от традиционной рисованной анимации и использовать в качестве программы для анимирования Macromedia Flash, являвшуюся новшеством на постсоветском пространстве. Первоначально тестирование flash-анимации не дало положительных результатов: Шайхинуров и аниматор Алексей Минченок экспериментировали с программой на личном компьютере Салавата, производительность которого не позволяла работать с векторной графикой. В связи с этим Кузнецова привлекла специалистов из студии «Мельница», работавших с рисованной анимацией и не имевших дела с компьютерной, которые, однако, так и не приступили к работе: Шайхинуров протестировал Macromedia Flash на графическом планшете, при работе на котором проблем не возникло. Впоследствии была создана 45-секундная тестовая анимация, после которой было принято решение начать производство при помощи flash-анимации.

Кадр из эпизода «Звездопад»

Ещё в начале 2002 года Анной Мальгиновой и Зухрой Буракаевой был написан первый сценарий. Летом 2003 года аниматоры приступили к работе. Эпизод, получивший название «Звездопад», повествовал о сластёнах, собравшихся дома у Бурёнки. Начался звездопад, все успели загадать желание, кроме Гусения, который в печали покидает дом, а остальные персонажи отправляются в лес отыскать светлячков. Их и приносят под видом звёзд Гусению, чтобы тот загадал желание. Гусений, взглянув на них, находит решение изобретательской задачи, которая мучила его всё это время, и желание исполняется. В заключительной сцене все персонажи качаются на построенных Гусением качелях. Для постановки эпизода Салават Шайхинуров пригласил из студии «Мельница» Дениса Чернова. Однако Чернов не нашёл режиссёрского решения в этом сценарии. Анатолию Прохорову же не понравился сюрреализм истории, свойственный авторской анимации, которая, по его мнению, не подходила для многосерийного проекта. Так было принято решение изменить состав творческой команды, в том числе найти нового сценариста. Им оказался Алексей Лебедев. На мозговых штурмах в Доме учёных были изменены дизайн и имена некоторых персонажей. Лебедев предложил сценарий к эпизоду «Скамейка», который был одобрен всеми участниками и отправлен в производство вместо «Звездопада». Команда стала пополняться новыми людьми: в компанию пришли композиторы Марина Ланда и Сергей Васильев, звукорежиссёр Игорь Яковель, актёры озвучивания Антон Виноградов, Владимир Постников и Сергей Мардарь.
Осенью 2003 года производство «Скамейки» было завершено. Илья Попов начал переговоры с компанией «Класс!», отвечавшей за создание телепередачи «Спокойной ночи, малыши!», выходившей на канале «Россия», и руководством СТС по поводу покупки прав на трансляцию сериала. В мае 2004 года первые три эпизода вышли в эфир в программе «Спокойной ночи, малыши!», 1 июня состоялась премьера сериала на СТС.

### Приостановление и возобновление показа
Показ сериала приостановился в 2012 году. К тому моменту были созданы все из 208 запланированных эпизодов. Позже, в интервью для информационного агентства «РИА Новости», продюсер сериала Юлия Николаева отметила, что «перерыв был взят, наверное, потому, что команда немного устала от такого количества произведённого контента». В ноябре 2019 года газета «Коммерсантъ» сообщила, что компания «Яндекс» профинансирует производство пятого сезона, вложив в него 100 миллионов рублей; стоимость всего сезона оценивалась в 130 миллионов рублей. Бюджет одного эпизода составит порядка 2,5 миллионов рублей (40 тыс. долларов на 2019 год). Показ состоится сначала на сервисах «КиноПоиск HD» и «Яндекс.Эфир», а после — на одном из российских телеканалов. Также было указано, что «Яндекс» получит права на эксклюзивный показ другого контента ГК «Рики», включая новый сезон «Малышариков», спин-оффа основного сериала. Премьера нового сезона «Смешариков» состоялась 18 мая 2020 года.

## Производство

### Сценарий и раскадровка

Кадр одной из сцен раскадровки эпизода «Клуб разбитых сердец»

Ведущие сценаристы Дмитрий Яковенко и Светлана Мардаголимова присылают в студию краткие синопсисы, где их обсуждают и решают, что будет происходить в новом эпизоде. Сценарий составляет 4—5 страниц. Анатолий Прохоров в интервью веб-порталу Teleprogramma.pro отметил, что «в сценарии очень важно попасть в атмосферу мира „Смешариков“, почувствовать их взаимоотношения».
После небольших правок сценарий отправляется режиссёрам, работа которых начинается с раскадровки — последовательности сцен, помогающей визуально представить, каково видение режиссёра. Под каждой сценой описано действие персонажей и реплики. Раскадровку рисуют дигитайзером (ранее рисовали на листах бумаги, которых в конечном итоге выходило 50—60).

### Озвучка и песни
На запись озвучки уходит до 40 минут, если у героев много реплик, и 10—15 минут, если персонаж в эпизоде говорит меньше. Запись проходит в несколько смен. Игорь Яковель, главный звукорежиссёр сериала, записывает реплики всех актёров, которые присутствуют в эпизоде. Режиссёр же, который присутствует на записи, помогает актёрам подобрать нужную интонацию голоса. Так, например, Сергей Мардарь озвучивает двух персонажей — Кар-Карыча и Совунью. Поначалу он озвучивал их по очереди, чтобы не запутаться в голосах. Если первым в эпизоде говорил Кар-Карыч, сначала записывались все его реплики, а Совуньи следом.
Во многих эпизодах присутствуют песни, как исполненные персонажами, так и закадровые. Сначала режиссёр обсуждает с композиторами их жанр и стиль. Слова к ним придумывают Сергей Васильев и Марина Ланда. Затем звукорежиссёр записывает исполнение песни актёрами озвучивания, сопровождённое инструментом (например, гитарой) композитора, после чего убирает гитару из звуковой дорожки и накладывает на голоса актёров инструментовку оркестра. В завершение режиссёр включает текст песни в раскадровку, а звукорежиссёр сводит видео- и аудиодорожки эпизода.

### Анимация
Аниматик, поделённый на части, переходит в работу к художникам-аниматорам, каждый из которых трудится над отдельной сценой. На анимацию нескольких секунд эпизода уходит до 7 дней. «Всё зависит от сложности движений персонажа», — отмечает Анатолий Прохоров. Параллельно художники по фонам работают над фоновой частью эпизода. Окончательным этапом производства является перевод видеоинженером готового материала в цифровой формат.
В 2006 году себестоимость минуты анимации сериала составляла 8 тысяч долларов, а к концу 2007 года приблизилась к 13 тысячам. На создание одного эпизода уходило 3—4 месяца и порядка 50 тысяч долларов. В месяц выпускали четыре эпизода и в производстве находились ещё как минимум 16 эпизодов.
В январе 2023 года создатели сериала сообщили о возможных трудностях с производством из-за истечения срока лицензий на зарубежное программное обеспечение, используемое для создания анимации.

## Эпизоды и рейтинги
Сериал состоит из семи сезонов. Первоначально авторами планировалось создать 208 эпизодов (по 52 эпизода в каждом из четырёх сезонов). В мае 2020 года стартовал показ пятого сезона, также состоящего из 52 эпизодов. В сентябре 2021 года вышел шестой сезон, в феврале 2023 года состоялась премьера сезона, сценарий к эпизодам которого написал Алексей Лебедев, являвшийся сценаристом сериала в 2003—2012 годах. Выходили также и специальные эпизоды, приуроченные к разным событиям: «Сыр-бор Новый-год» в декабре 2015 года к одноимённому празднику, «Вид сверху» в марте 2019 года к 15-летию проекта, «Паранормальное приключение» в июне 2021 года к 18-летию сериала, «Синема» в декабре 2022 года к Новому году.
| Сезон | Серии | Серии | Даты показа     | Даты показа     |
| Сезон | Серии | Серии | Первая серия    | Последняя серия |
| ----- | ----- | ----- | --------------- | --------------- |
| 1     | 52    | 52    | 17 мая 2004     | TBA             |
| 2     | 52    | 52    | TBA             | TBA             |
| 3     | 52    | 52    | TBA             | TBA             |
| 4     | 52    | 52    | TBA             | 2012            |
| 5     | 52    | 52    | 18 мая 2020     | 17 июня 2021    |
| 6     | 46    | 46    | 2 сентября 2021 | 20 октября 2022 |
| 7     | 12    | 12    | 16 февраля 2023 | 25 мая 2023     |

Измерения аудитории на СТС в октябре — ноябре 2005 года показали, что в основном сериал смотрят зрители в возрасте от 4 до 45 лет. В том же возрастном диапазоне доля женщин составила 25 % от общей аудитории сериала, а доля мужчин в возрасте от 25 до 45 лет — 13 %; в возрасте от 17 до 25 лет у мужчин происходит спад интереса. После 45 лет начинается общий спад аудитории. Рейтинг же «Смешариков» (на декабрь 2007 года) составил 0,82 %. По данным TNS Россия за январь — август 2008 года, аудитория сериала на том же телеканале составила 9,7 % при среднесуточной доле СТС 8,7 %. Исследования «Видео Интернешнл» за период с сентября 2008 года по февраль 2010 года показали, что «Смешариков» на СТС в будни утром смотрели порядка 42 % всех телезрителей в возрасте от 4 до 11 лет, а днём — 47,7 %.

## Восприятие и оценка

### Критика
В 2004 году «Новая газета» в одном из выпусков писала, что сериал, «несмотря на подрасстрельное название, мог бы стать неплохим проектом, если бы не простодушное воровство с миру по нитке: из „Ёжика“, „Винни-Пуха“ и других хитов». В 2007 году разгорелась дискуссия после выхода интервью журналу «Фома» с Анатолием Прохоровым, в котором тот высказал спорные мысли о сериале, а также о советской мультипликации. В ответном интервью тому же журналу советские мультипликаторы Эдуард Назаров и Юрий Норштейн поставили в укор создателям «Смешариков» навязывание детям «усечённого эстетического восприятия», а также раскритиковали позиционирование сериала как «продолжателя традиции „Винни-Пуха“». В свою очередь Норштейн похвалил работу сценаристов, отметив, что, по сравнению с первыми эпизодами, сценаристы последующих «сильно продвинулись» в сценарном мастерстве. Мультипликатор Александр Петров также похвалил работу сценаристов, назвав сериал «альтернативой сериальному американскому и японскому искусству, искусству коммерческому», однако отметил, что «раздражает сама картинка и дизайн» и то, что сериал «не культивирует в детском зрителе интереса к красоте».
Анастасия Маркина, обозревая проект с коммерческой стороны, из плюсов отметила популярность среди отечественных детских брендов, возможность зарабатывать на производстве сопутствующей продукции и лицензировании и продажу прав на зарубежные рынки, а из минусов — непроработанную систему контроля качества сопутствующей продукции и выбора лицензиатов, проблемы с развитием фирменных магазинов и «неясность» перспективы полнометражных проектов. Художественный руководитель «Ералаша» Борис Грачевский сравнил сериал с непедагогичными «Телепузиками»: «Терпеть не могу телепузиков, которые очень вредны для нас, потому что совершенно не образовывают ребёнка. Они только отвлекают его — ровно на те минуты, пока их смотрят. Даже смешарики — чем они не телепузики?». Украинский телеведущий Руслан Сеничкин отметил философскую сторону сериала: «В чём смысл жизни, откуда всё это появилось, откуда это чувство, откуда могут появиться одиночество, дружба. Всё это в „Смешариках“ есть. Это взросло-детский мультфильм». Киновед Дина Годер, обозревая конкурсантов XI Открытого российского фестиваля анимационного кино, похвалила разнообразие жанров и сценарии некоторых эпизодов с отсылками к другим фильмам, однако к минусам отнесла примитивность персонажей и технические ограничения из-за использования flash-анимации.
В своём обзоре пятого «Нового» сезона на веб-сайте Film.ru Ефим Гугнин отметил, что появившийся после восьмилетнего перерыва новый сезон — «это действительно тот же самый мультсериал, <…> не искажённый временем и меняющимися условиями индустрии». Кроме того, он обратил внимание на философскую сторону сериала, отсылки к фильмам Альфреда Хичкока и Джима Джармуша, а также поднимаемые темы гомофобии, кризиса самоидентичности и принятия инаковости. В обзоре премьеры того же сезона Павел Воронков из веб-издания Газета.ru похвалил сериал за визуальный стиль и ярких персонажей, подтвердив, что «новые „Смешарики“ — точно такие же, как старые», и «никто не заигрывает с реалиями XXI века», а также упомянул тему гомофобии, поднимаемую в одном из эпизодов. Денис Ступников из информационного агентства InterMedia также отметил, что новый сезон не заигрывает с «модными девайсами» и поднимает тему гомофобии. Марина Александрова из веб-издания Regnum, разобрав первые восемь эпизодов пятого сезона, в заключение отметила, что «в общем и целом создаётся ощущение, что живости в возрождённом сериале стало несколько меньше, как и совместных дел, забот и приключений». Политолог Екатерина Шульман выпустила на своём YouTube-канале разбор пятого сезона, где проанализировала основных персонажей и оценила анимацию эпизодов, однако подвергла критике сценарий: «Это мы всё уже видели».
В сериале присутствует множество отсылок к фильмам, таким как «Вертикаль», «Сталкер», «Форрест Гамп», «Терминатор», «Матрица», «Неоконченная пьеса для механического пианино», «Трое в лодке, не считая собаки», «Ночь живых мертвецов», «Психо» и «Мертвец», а также к картинам Леонардо да Винчи и древнеиндийской мифологии.

### Анализ
«Постепенно мы пришли и к тому, что это будет разножанровый сериал. В той или иной степени он всегда комедийный, но есть серии-мелодрамы, приключения, басни, лирические и фантастические истории, детский триллер и т.д»
Когда идея сериала только складывалась, команда отказалась от традиционной «аристотелевской» фабулы, основанной на противостоянии протагониста и антагониста: среди персонажей нет отрицательных героев. Нет и разделения понятий «хороший»/«плохой». Каждый персонаж внутри себя порой борется со своим альтер-эго или в герое проявляются внутренние противоречия, с которыми он пытается справляться. Задумка сериала заключалась в том, что в каждом человеке есть как хорошее, так и плохое — «внутренний конфликт, который заставляет нас регулярно делать выбор», — объясняет продюсер Юлия Николаева в интервью веб-изданию Газета.ru. Сюжеты строятся на бесконфликтном общении и поиске конструктивных решений в нестандартных ситуациях.
Критики отмечают, что «сильная сторона „Смешариков“ — просто говорить с детьми о тонком». Первые эпизоды сериала представляли собой притчи, сопровождающиеся данными закадровым голосом пояснениями, что в них есть добро и зло. Со временем темы «Смешариков» стали более взрослыми и «вечными», — Алексей Лебедев убеждён, что «ситуации, которые в разное время человек встречает на своём жизненном пути, структурно не меняются», — хотя они и продолжают быть завуалированными волшебными, забавными и мечтательными историями. Мораль перестала преподноситься прямо, оставляя зрителя наедине со своими мыслями. В то же время некоторые эпизоды непредсказуемы своим «двойным дном [юмора: буквальным, воспринимаемым детьми, и более абстрактным, воспринимаемым взрослыми]». По мнению Лебедева, «главная фишка в „Смешариках“ — это тонкая балансировка на грани детско-взрослой истории. Когда автор не сюсюкает с ребёнком, а разговаривает на языке, понятном зрителю любого возраста».

Кадр из эпизода «Смысл жизни» — одного из самых философских в сериале

Сериал привлёк к себе внимание именно благодаря особо не виданному ранее в российской мультипликации сочетанию детских образов и тем, исследующих зрелые проблемы. Среди тем, рассматриваемых в «Смешариках», исследователи выделяли стремление к корыстности (эпизод «Настоящие ценности»), «право на одиночество» (одноимённый эпизод), взаимоотношения руководителей и подчинённых и власть («Кордебалет»), самоидентификацию («Бабочка»), алкогольную или наркотическую зависимость («Это сладкое слово „мёд“»), мимолётность времени и постоянность перемен в моде и культуре («Танцор диско»), след в истории и её переписывание («Думают ли о Вас на звёздах?», «В начале было слово»), проституцию («Горы и конфеты»), интернет-зависимость («Телеграф»), пропаганду («Трюфель») и суицид («Вальхалла»). Другие же эпизоды (например, «Смысл жизни») обогащены мотивами философских учений. По мнению некоторых авторов, «Смешарики» формируют в детских умах «потребительский, инфантильный подход к жизни».
В каждом из персонажей и в аспектах их повседневной жизни создатели стремились воссоздать социальную реальность. Строй Ромашковой долины, в которой живут герои, сравнивают с коммунизмом — в ней каждый независим и занимается своим любимым делом.

### Награды и номинации
| Награда                                                                     | Дата церемонии   | Категория                           | Номинанты и получатели                                          | Результат | Ист.    |
| --------------------------------------------------------------------------- | ---------------- | ----------------------------------- | --------------------------------------------------------------- | --------- | ------- |
| Открытый российский фестиваль анимационного кино                            | 16 февраля 2004  | Диплом жюри                         | Илья Попов («Смешарики»)                                        | Победа    | [ 104 ] |
| Открытый российский фестиваль анимационного кино                            | 13 февраля 2006  | Самый смешной фильм                 | «Смешарики»                                                     | Победа    | [ 105 ] |
| Открытый российский фестиваль анимационного кино                            | 16 марта 2009    | Лучшая драматургия                  | Алексей Лебедев (эпизод «Право на одиночество»)                 | Победа    | [ 106 ] |
| Всероссийский фестиваль визуальных искусств в ВДЦ «Орлёнок»                 | 9 июля 2004      | Приз жюри                           | «Смешарики» (эпизод «Рояль»)                                    | Победа    | [ 107 ] |
| Международный фестиваль анимационных искусств «Мультивидение»               | 20 ноября 2004   | Лучший фильм для детей              | Денис Чернов (эпизод «Коллекция»)                               | Победа    | [ 108 ] |
| Международный фестиваль анимационных искусств «Мультивидение»               | 2 декабря 2006   | Лучший фильм для детей              | Денис Чернов (эпизод «Маскарад»)                                | Победа    | [ 109 ] |
| Международный фестиваль анимационных фильмов «Мультфильмы на берегу залива» | 1 мая 2005       | Приз зрительских симпатий           | «Смешарики»                                                     | Победа    | [ 107 ] |
| Международный фестиваль анимационных фильмов «Анимаёвка»                    | 21 сентября 2005 | Лучший сериал                       | Денис Чернов (эпизод «Полёты во сне и наяву»)                   | Победа    | [ 110 ] |
| Китайский международный фестиваль мультфильмов и цифрового искусства        | 1 октября 2005   | Телевизионные сериалы               | Денис Чернов (эпизод «Большие гонки»)                           | Победа    | [ 111 ] |
| «Золотой орёл»                                                              | 27 января 2007   | Лучший анимационный фильм           | «Смешарики»                                                     | Номинация | [ 112 ] |
| «Золотой орёл»                                                              | 25 января 2008   | Лучший анимационный фильм           | «Смешарики»                                                     | Номинация | [ 113 ] |
| «Золотой орёл»                                                              | 29 января 2010   | Лучший анимационный фильм           | «Смешарики»                                                     | Номинация | [ 114 ] |
| Международный фестиваль анимационных фильмов «КРОК»                         | 5 октября 2007   | Фильм — часть анимационного проекта | Алексей Горбунов (эпизод «Роман в письмах»)                     | Победа    | [ 115 ] |
| Международный фестиваль анимационных фильмов «КРОК»                         | 5 октября 2007   | Фильм — часть анимационного проекта | Денис Чернов (эпизод «Ёжик в туманности»)                       | Номинация | [ 115 ] |
| Государственная премия Российской Федерации                                 | 12 июня 2009     | Литература и искусство              | Анатолий Прохоров, Салават Шайхинуров, Илья Попов («Смешарики») | Победа    | [ 116 ] |
| «Икар»                                                                      | 9 сентября 2021  | Эпизод                              | Денис Чернов (эпизод «Рок-опера и что-то ещё»)                  | Победа    | [ 117 ] |
| «Икар»                                                                      | 5 июня 2022      | Эпизод                              | Дмитрий Яковенко (эпизод «Здравствуй, мой дневничок!»)          | Победа    | [ 118 ] |

## Трансляция мультсериала за пределами России

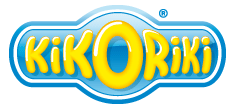
Немецкий локализованный логотип

Права на распространение сериала в США на английском языке были приобретены у дистрибьютора Fun Game Media компанией 4Kids Entertainment, которая начала транслировать сериал в рамках детского блока The CW4Kids на телеканале The CW с ноября 2008 года под названием GoGoRiki. В мультфильме изменили имена персонажей и удалили эпизоды, которые были специфическими и понятными только для русской аудитории. Дублированная версия «Смешариков» включала 104 эпизода, 92 из них транслировали на канале The CW. Fun Game Media также выпустила версию на немецком языке, которая начала транслироваться на телеканале KiKA с 8 декабря 2008 года под названием Kikoriki. Название предложила выпускающая франшизу и осуществлявшая дубляж российская продюсерская компания «Рики-групп». «Смешарики» также были адаптированы для европейского показа немецкой компанией Studio 100 Media в 2008 году под названием BalloonToons. В Китае показ сериала стартовал 7 марта 2011 года на детском канале Центрального телевидения Китая под названием «开心球» (кит. упр. 开心球, пиньинь kāi xín qiǔ, палл. Кайсиньцю, буквально: «Счастливые шарики»). На 2017 год аудитория «Смешариков» в Китае превышала российскую в 12 раз и составляла около 300 миллионов человек.
С февраля 2017 года все права на распространение сериалов «Смешарики» и «Смешарики. Пин-код» за пределами СНГ, включая эпизоды на всех языках, кроме русского, принадлежат компании FUN Union. Мультсериал транслируется в 90 странах и переведён более чем на 60 языков.

## Связанные проекты

### Товары и прочая продукция
В 2004 году был запущен издательский проект, выпускающий развивающие книжки, азбуки, буквари, журналы, раскраски и альбомы с наклейками. Журнал «Смешарики» стартовал с тиража в 25 тысяч экземпляров, а к 2007 году тираж составлял 117 тысяч копий. В 2006 году на рынке присутствовало более 200 наименований товаров: от мороженого, детских каш и напитков до одежды и обуви; в 2008 — более трёх тысяч, в 2015 — более 4 тысяч, в 2020 — более 8 тысяч наименований. В 2009 году на основе сериала были созданы многопользовательская компьютерная онлайн-игра «Шарарам» и игра «Смешарики. Параллельные миры» (к моменту выхода уже было выпущено 14 игр тиражом более 1 млн копий). В 2017 году годовая выручка группы компаний «Рики» составила 7,2 миллиарда рублей. В 2023 году к 20-летию сериала ГК «Рики» и издательство Bubble Comics выпустило книгу комиксов «Смешарики. Мультивселенная», Банк России — серию монет из серебра и недрагоценных металлов, а Дептранс Москвы — транспортные карты «Тройка».

### Спин-оффы
В 2006 году стартовала серия спин-оффов «Азбука смешариков», в которых герои сериала учат детей правилам безопасности дорожного движения, нормам морали, чтению и уважению к книгам, правам ребёнка, уходу за собственным здоровьем, навигации в интернете и финансовой и цифровой грамотности, защите лесов от пожаров и рассказывают о недвижимости, современных профессиях, культуре народов России. В 2012 году стартовал показ сериала «Смешарики. Пин-код» — научно-образовательного проекта, в рамках которого главные герои доступным языком рассказывают зрителям об устройстве мира, последних достижениях науки, законах физики и механики. В октябре того же года состоялась премьера сериала «Смешарики. Новые приключения» — прямого продолжения оригинального сериала, хронометраж эпизодов которого увеличился с шести минут до десяти. В 2015 году стартовал показ «Малышариков» — сериала, рассказывающего о приключениях альтернативных версий младших смешариков.
В 2017 году состоялся показ сериала «Смешарики. Спорт» — спин-оффа оригинального сериала, состоящего из шестиминутных сюжетов о различных видах спорта (борьбе, горных лыжах, баскетболе и др.). В 2018 году состоялась премьера «Наследников» — спин-оффа, выполненного в формате пластилиновой анимации, в котором герои путешествуют по объектам всемирного наследия ЮНЕСКО в России на Шаролёте. В ноябре 2021 года на сервисе «КиноПоиск HD» состоялась премьера «Моднюши» — спецвыпуска, рассказывающего о приключениях альтернативной версии Нюши в европейском городе. Также было заявлено, что создатели планируют выпустить одноимённый спин-офф-сериал. В ноябре 2023 года четыре эпизода, вышедшие в составе киноальманаха «Смешарики снимают кино», стали доступны в онлайн-кинотеатре «Кинопоиск» в качестве одноимённого сериала.

### Полнометражные фильмы
В январе 2007 года стало известно, что компания «Мармелад-медиа» начала работать над полнометражной анимационной версией сериала, которую планировала выпустить в конце 2009 года. Однако премьера мультфильма-приквела «Смешарики. Начало» (действие в котором происходит до событий, показанных в сериале) состоялась лишь 22 декабря 2011 года. Производственный бюджет фильма составил 8 миллионов долларов, а маркетинговый — 3,5. Мультфильм провалился в прокате, не собрав и половины от минимальной для окупаемости кассы — 23 миллиона долларов (50 % из которых, как правило, получают кинотеатры).
В 2012 году началось создание второго фильма. Премьера «Смешариков. Легенда о золотом драконе» состоялась 17 марта 2016 года. Бюджет фильма составил 6,3 миллиона долларов. Мультфильм также провалился в прокате, собрав 4,2 миллиона долларов. В апреле 2018 года вышел третий полнометражный фильм — «Смешарики. Дежавю». Как и предыдущие, фильм не смог окупиться, собрав порядка 4,5 миллиона долларов, при бюджете в 5,5.
В октябре 2023 года вышел проект «Смешарики снимают кино» — киноальманах, состоящий из четырёх короткометражных фильмов. Каждая новелла снята в отдельном стиле и содержит отсылки к культовым фильмам. В том же месяце было объявлено о начале работы над первым анимационно-игровым фильмом по вселенной сериала — «Смешарики. Сквозь вселенные». По сюжету Крош и Ёжик находят устройство, переносящее их в компьютерную игру, где они оказываются двумя мальчиками, терпящими бедствие на космическом корабле. Сценаристом фильма выступит писатель-фантаст Сергей Лукьяненко, бюджет составит 408 миллионов рублей, выход в прокат запланирован на 2026 год.

### Комментарии
1. ↑  По другим данным — с апреля 2004 года[1][2].
2. ↑  Коррекс — пластиковая упаковка, содержащая ячейки для укладки кондитерской продукции[23].
3. ↑  Попов полагал, что удачное название проекта должно быть ярким, запоминающимся, благозвучным, оригинальным и отражать суть того, что оно обозначает, а именно шарообразных персонажей[35].
4. ↑  Название является словослиянием двух выражений — «смешные» и «шарики»[6].
5. ↑  Лор — совокупность основной информации о вымышленном мире художественного произведения с большой проработанной вселенной[39].
6. ↑  В верхней части изображения указаны номер сцены и её длительность, номер кадра (панели) в сцене и его длительность. В нижней части указано действие — диалог Бараша и Ёжика с репликой последнего. В кадре словами указано пояснение для последующего анимирования — «блики от салюта на лицах».